# Wasserwerk Wolfsbachtal

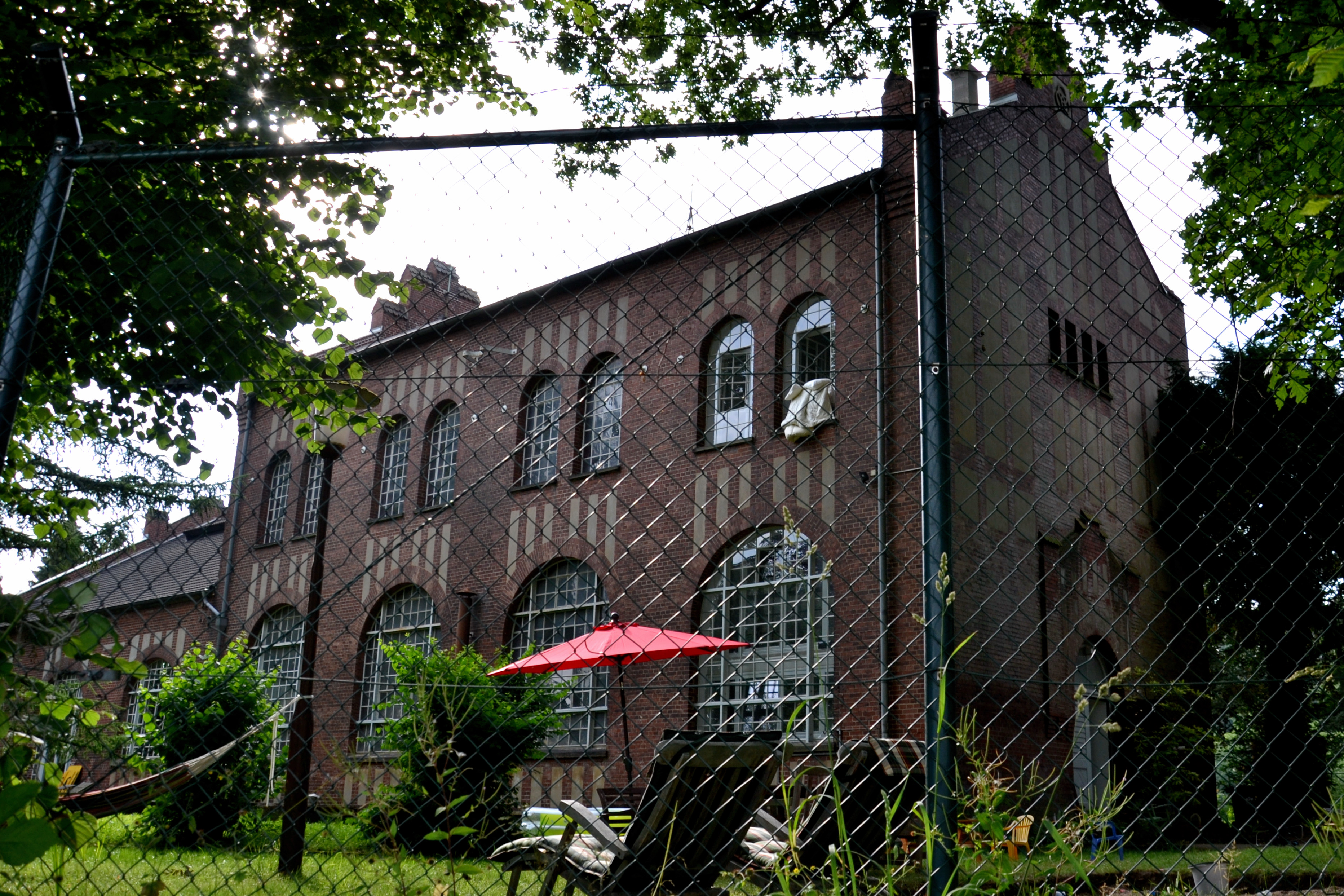
Wasserwerk Wolfsbachtal, Südansicht 2012

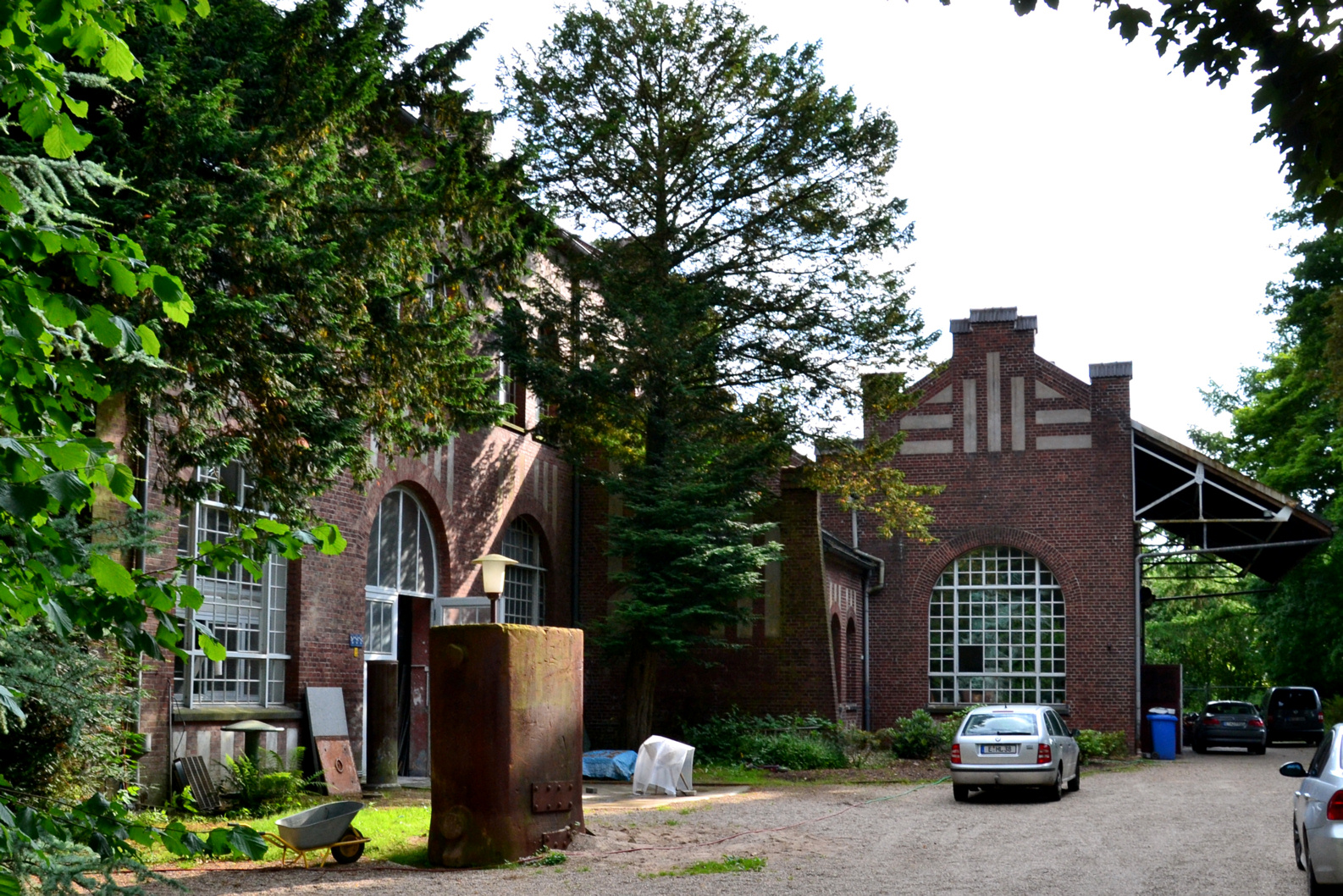
Wasserwerk Wolfsbachstal, 2012

Das Wasserwerk Wolfsbachtal ist ein 1989 stillgelegtes Wasserwerk im Essener Stadtteil Werden, das die Friedrich Krupp AG, Gas- und Wasserwerke in den ersten Jahren des 20. Jahrhunderts errichten ließ, um für den kruppschen Wohnsitz Villa Hügel, die Krupp-Gussstahlfabrik und die Wohnkolonien der Arbeiter und Angestellten eine unabhängige Wasserversorgung sicherzustellen. Das Wasserwerksgebäude steht heute unter Denkmalschutz.

## Geschichte
Das Brauchwasser für die Krupp-Gussstahlfabrik stammte zunächst vom Grubenwasser umliegender Steinkohlen-Bergwerke. Das Trinkwasser gewann man aus einem Brunnen. Doch durch die enorme Expansion des Gussstahlwerkes ab der Mitte des 19. Jahrhunderts reichte die Wassermenge und -qualität nicht mehr aus. Dazu strebte Krupp eine von der Stadt Essen unabhängige und eigenständige Wasserversorgung an. 1864 kam es zum Abschluss eines Versorgungsvertrages mit dem Wasserwerk der Stadt Essen, an dem Krupp selbst mit 20.000 Talern beteiligt war. Es kam zu ersten Plänen des Baus eines Wasserwerkes an der Ruhr.

### Wasserwerk Hügel
Das alte Wasserwerk Hügel, durch den Industriellen Alfred Krupp erbaut, gilt als Vorläufer des Wasserwerks Wolfsbachtal. Es wurde im Zuge des Baus der Villa Hügel, dem Wohnsitz und Repräsentationsgebäude der Familie Krupp, an der Ruhr errichtet und nahm am 10. Dezember 1874 den Betrieb auf. Seine Lage war direkt unterhalb der Villa Hügel, etwa auf Höhe der heutigen Tribünen am Regattaturm am Baldeneysee, der aber erst 1933 aufgestaut wurde.
Zunächst war das Wasserwerk mit drei dampfgetriebenen Balancier-Wasserpumpen ausgestattet, die das Ruhrwasser in einen ersten, 140 Meter hoch gelegenen Hochwasserbehälter auf dem Hügel pumpten. 1880 kam eine vierte Pumpe hinzu. Über entsprechende Fallleitungen diente das Wasserwerk der Trink- und teils Brauchwasserversorgung der Fabrik, der Anfang der 1870er Jahre erbauten Arbeiterkolonien Westend, Nordhof, Kronenberg und Schederhof, sowie der Villa Hügel. Dort nahm die Wasserqualität stetig ab, so dass 1882 damit begonnen wurde, die Wasserleitungen der Villa Hügel zu erneuern. Dennoch nahm die Qualität des Wassers weiter stetig ab, so dass infolge ab 1897 das Trinkwasser abgekocht werden musste. Da auch die Menge des Wassers nicht mehr ausreichte, war es kurzfristig sogar notwendig geworden, Wasser aus dem städtischen Netz zu beziehen. Es wurde die Errichtung eines neuen Wasserwerks notwendig.
Das Wasserwerk Hügel blieb auch nach der Errichtung des neuen Wasserwerks Wolfsbachtal um 1901 zur Versorgung mit Brauchwasser in Betrieb. Mithilfe von Dampfleitungen diente es ab 1914 auch der Beheizung und der Zubereitung des Warmwassers der Villa Hügel. 1945 wurde das alte Wasserwerk Hügel stillgelegt.
Das 1945 stillgelegte Vorgänger-Wasserwerk Hügel ist nicht mehr vorhanden.

### Wasserwerk Wolfsbachtal
Das Wasserwerk Wolfsbachtal liegt an der Ruhrtalstraße zwischen Kettwig und Werden an der Ruhr, etwa 500 Meter flussabwärts der Mündung des Wolfsbaches, und damit etwa vier Kilometer flussabwärts seines Vorgängers, dessen Wasserqualität als nicht mehr ausreichend galt. Das Wasserwerk Wolfsbachtal besaß nun eine Kapazität von zwölf Millionen Kubikmetern Wasser pro Jahr.
1963 wurden bei einer Sanierung des Wasserwerks Wolfsbachtal sämtliche Armaturen erneuert. Ein Demarkationsvertrag von 1953 zwischen den Städtischen Wasserwerken Essen und Krupp klärte die Versorgungsverhältnisse, so dass das Wasserwerk, neben der Versorgung der Wohnsiedlungen, noch vorhandener Werkstätten und der Villa Hügel, von 1971 bis zu seiner Stilllegung 1989 auch Kettwig mitversorgte. Einige technische Originalteile waren allerdings bis dahin verlorengegangen.
Das Backsteingebäude des Wasserwerks Wolfsbachtal ist 1986 unter Denkmalschutz gestellt worden. Heutzutage ist es nicht öffentlich zugänglich und wird privat genutzt.

### Wasserbehälter Hügel, Bredeney

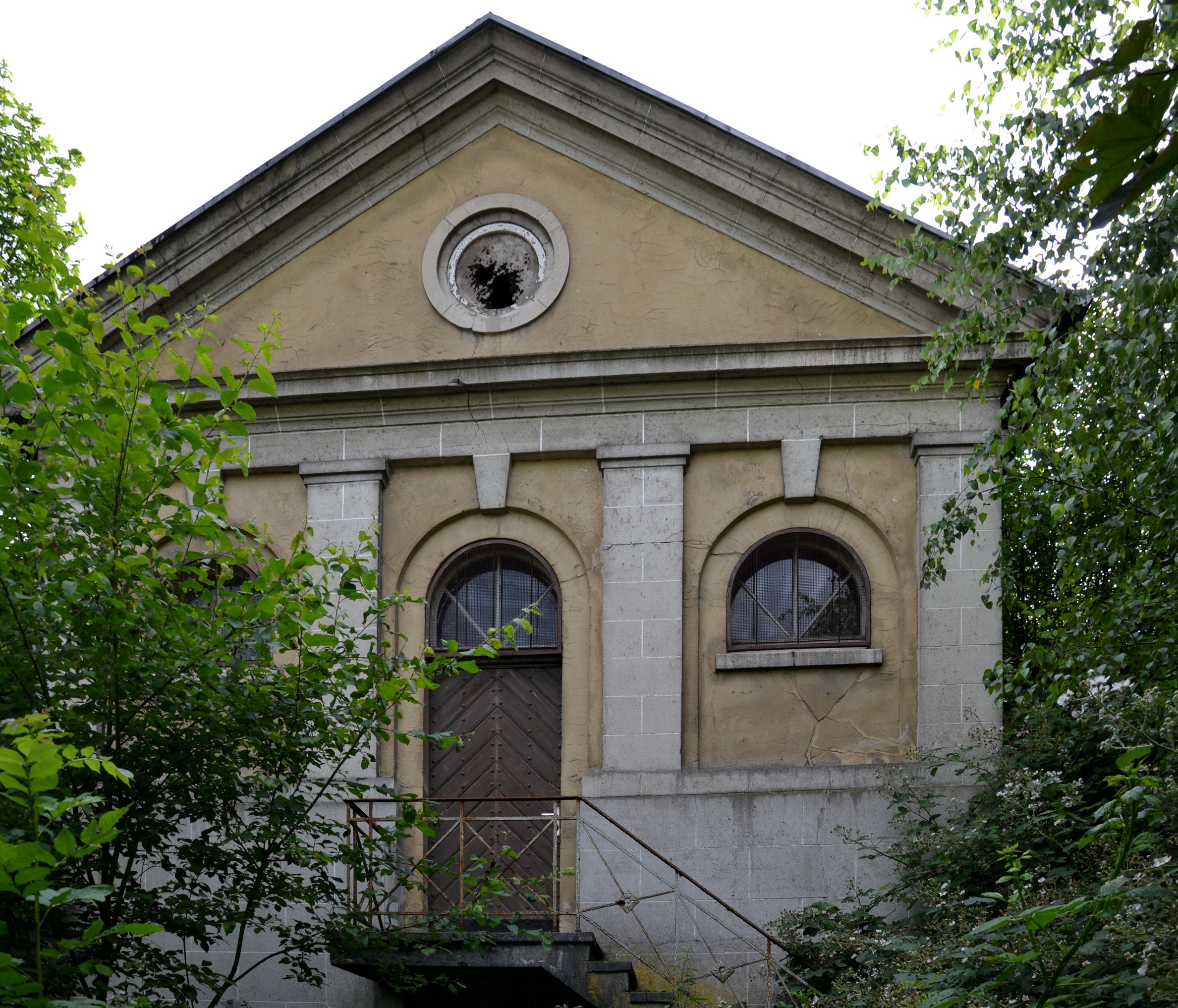
Wasserbehälter zur Speicherung von Trinkwasser des Wasserwerks Wolfsbachtal, erbaut 1919

Für die Speicherung von Trinkwasser des Wasserwerks Wolfsbachtal ließ die Friedrich Krupp AG, Gas- und Wasserwerke in den Jahren 1918 und 1919 einen neuen, in Stahlbeton ausgeführten Wasserbehälter auf den Bredeneyer Höhen erbauen. Er sollte mit seinem Fassungsvermögen von 10.000 Kubikmetern Wasser in zwei Kammern auch die Versorgung bei Verbrauchsspitzen sicherstellen. Dieser Behälter, der am 2. September 1919 in Betrieb ging, ist als Erdbehälter, nicht als erhöhter Wasserturm, ausgeführt. Dennoch reichte seine Lage auf den Bredeneyer Höhen, nämlich 60 Meter über der Villa Hügel und etwa hundert Meter über den Fabriken, völlig aus, um den notwendigen Wasserdruck auf den Leitungen zu gewährleisten. Kurze Zeit nach Inbetriebnahme des Behälters kam es zu Bergsenkungen, die regelmäßige Reparaturen an seiner Sohle notwendig machten.
Im Jahr 2003 wurde der Wasserbehälter von 1919 auf den Bredeneyer Höhen auf seinem Grundriss von 43,1 mal 57,1 Metern unter Denkmalschutz gestellt. Erhalten blieb auch der Eingangsbereich mit klassizistischen und Jugendstilelementen. Heute ist das Bauwerk eingezäunt und nicht öffentlich zugänglich.